# Franz Saxer
Franz Saxer (* 23. Januar 1864 in Goslar; † 2. Juni 1903 in Leipzig) war ein deutscher Pathologe.

## Leben
Saxer studierte Medizin an der Hessischen Ludwigs-Universität Gießen, der Friedrichs-Universität Halle und der Philipps-Universität Marburg. Seit 1883 war er Mitglied des Corps Guestphalia Halle. 1891 wurde er in Marburg zum Dr. med. promoviert. In Marburg habilitierte er sich auch 1896 für Pathologische Anatomie. Als Privatdozent wechselte 1900 zu Felix Marchand an der Universität Leipzig. 1901 wurde er erster Prosektor. Die Universität Leipzig ernannte ihn 1902 zum a.o. Professor. Im Jahr darauf starb er mit nur 39 Jahren.